# Place de Minine et Pojarski
La place de Minine et Pojarski (russe : Площадь Минина и Пожарского, Plochtchad' Minina i Pojarskogo (son nom court est place Minine)) est la place principale de Nijni Novgorod.

## Situation et accès
La place représente le cœur de la ville pour son aspect culturel et social, c'est le lieu des célébrations les plus importantes. Elle est située dans le quartier de Nijegorod (ville basse) du côté sud-est du kremlin.
La place relie les rues centrales de la ville: la rue Bolchaïa Pokrovskaïa, la rue Varvarskaïa, la rue Oulianov, la rue Minine, le quai supérieur de la Volga et la descente de Zélenski. Elle est bordée de nombreux monuments architecturaux, comme l'Université Minine, l'université d'État de Nijni Novgorod et l'université médicale; la statue de Minine et de Tchkalov; le complexe d'exposition, ainsi que la première fontaine de la ville.
La place a la forme d'une louche: une bande de largeur de 60 mètres et une longueur de 550 mètres le long du Kremlin, de la tour Saint-Georges jusqu'à la tour des Paniers, avec une extension - un rayon de 120-150 mètres autour de la tour Dmitrovskaïa (tour Saint-Démétrius).

## Origine du nom
Elle honore Kouzma Minine et le prince Dmitri Pojarski.

## Historique

### L'empire russe

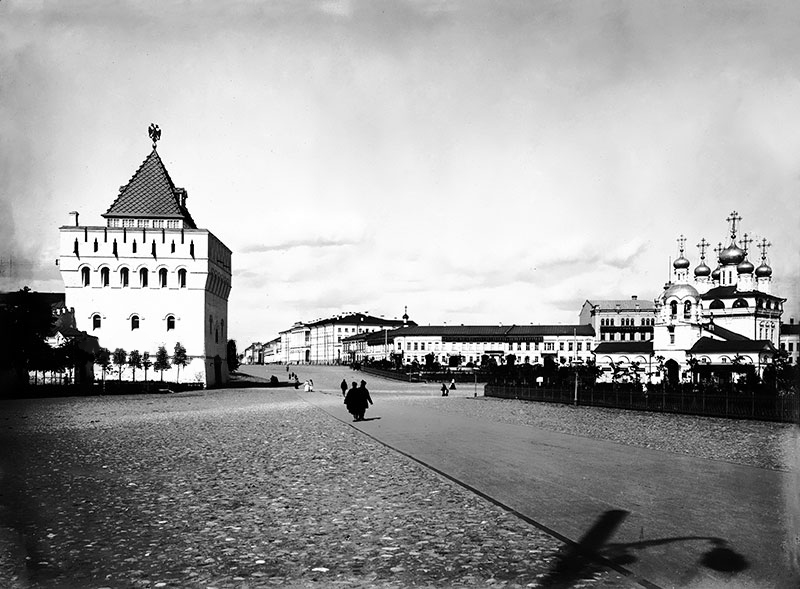
Place de l'Annonciation et cathédrale de l'Annonciation

Au départ, la place était officieusement appelée Verkhnepossadskaïa. C'était le centre du Haut Possad: il y avait des routes commerciales terrestres, des négociations, pour assurer les besoins de la partie supérieure de la ville. En 1697, la cathédrale de l'Annonciation (russe : Благовещенский собор, Blagovechtchenski sobor) a été construite et la place s'appelait Blagovechtchenskaïa (de l'Annonciation).
Le premier plan régulier de la place a été établi en 1770. Après l'incendie de 1768, à la demande des autorités de la province, un plan régulier de développement de la ville a été établi dans la Commission de la construction de Saint-Pétersbourg, mais le manque de planificateurs urbains expérimentés locaux a entravé la mise en œuvre du plan. Selon le plan, le carré était trapézoïdal.
Le plan fixait les indications des rues et prévoyait la construction de la place et des rues adjacentes seulement par des maisons en pierre.
La transformation de la place a commencé en 1779, lorsque Iakov Ananine a été nommé architecte. En 1782, les anciennes têtes de pont ont été démantelées, le fossé a été rempli. À sa place, des rangées d'étalages commerciaux en bois ont été construits. Au cours de la démarcation générale de la ville en 1784-1787, de nouvelles rues ont été tracées et des bâtiments en bois au centre de la place ont été détruits. En 1787, un complexe de bâtiments du bureau de poste a été construit. La ligne entre les rues Varvarskaïa et Tikhonov (maintenant Oulianov) était occupée par le palais avec dépendances du vice-gouverneur Piotr Elaguine.
Les maisons privées sur les côtés de la place, qui ne correspondent pas au plan, ont été préservées jusqu'au début du XIXe siècle. Les bâtiments n'ont pas été réparés, de sorte que plus tard ils pourraient être démolis.

### Période soviétique

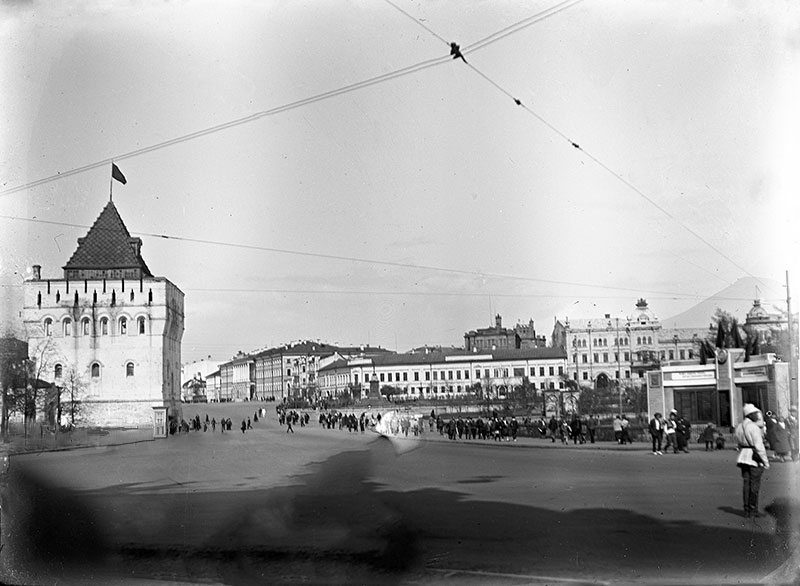
La place Soviétique vers 1935.

Après la Révolution russe, la place de l'Annonciation a été renommée en place Soviétique. Toute la décoration et les objets liturgiques ont été pillés dans la cathédrale de l'Annonciation et dans l'église Saint-Alexis, et divers commerces y ont été installés. Dans les années 1930, les deux églises ont été démolies. Les bolchéviques ont démoli également le monument dédié à Alexandre II. Pendant longtemps, seul un piédestal vide est resté, mais il a également été décidé de le détruire.
En 1935-1937, l'institut de Léningrad « Giprogor » a développé un plan général pour la ville socialiste de Gorki (le nouveau nom de Nijni Novgorod à l'époque soviétique), ce qui impliquait un changement radical dans la structure de la planification existante. Un plan d'aménagement de la place Soviétique a donc été conçu afin d'augmenter considérablement sa superficie par la démolition de certains des murs et des tours du kremlin. En effet le kremlin était considéré à l'époque comme « un monument à la féodalité avare et à l'autocratie tsariste, témoin de la pages terribles d'un passé sanglant ».
La mise en œuvre de ce projet a été empêchée par le déclenchement de la Seconde Guerre mondiale.
En 1943, lors de la réunion ordinaire du Comité régional de Gorki, il a été décidé de relever le moral des citoyens dans la lutte contre le nazisme. À cette fin, un premier monument de Kouzma Minine a été érigé sur la place, donnant ainsi son nom à la place de Minine et Pojarski. Les citoyens ont été inspirés par un tel cadeau. Les habitants de la ville ont toujours respecté leur ancêtre et apprécié son exploit.

En 1985, l'ancien monument de Minine a été démantelé et envoyé à la restauration à Balakhna, où il est resté. Quatre ans plus tard, en 1989, le sculpteur soviétique Oleg Komov a érigé un nouveau monument.

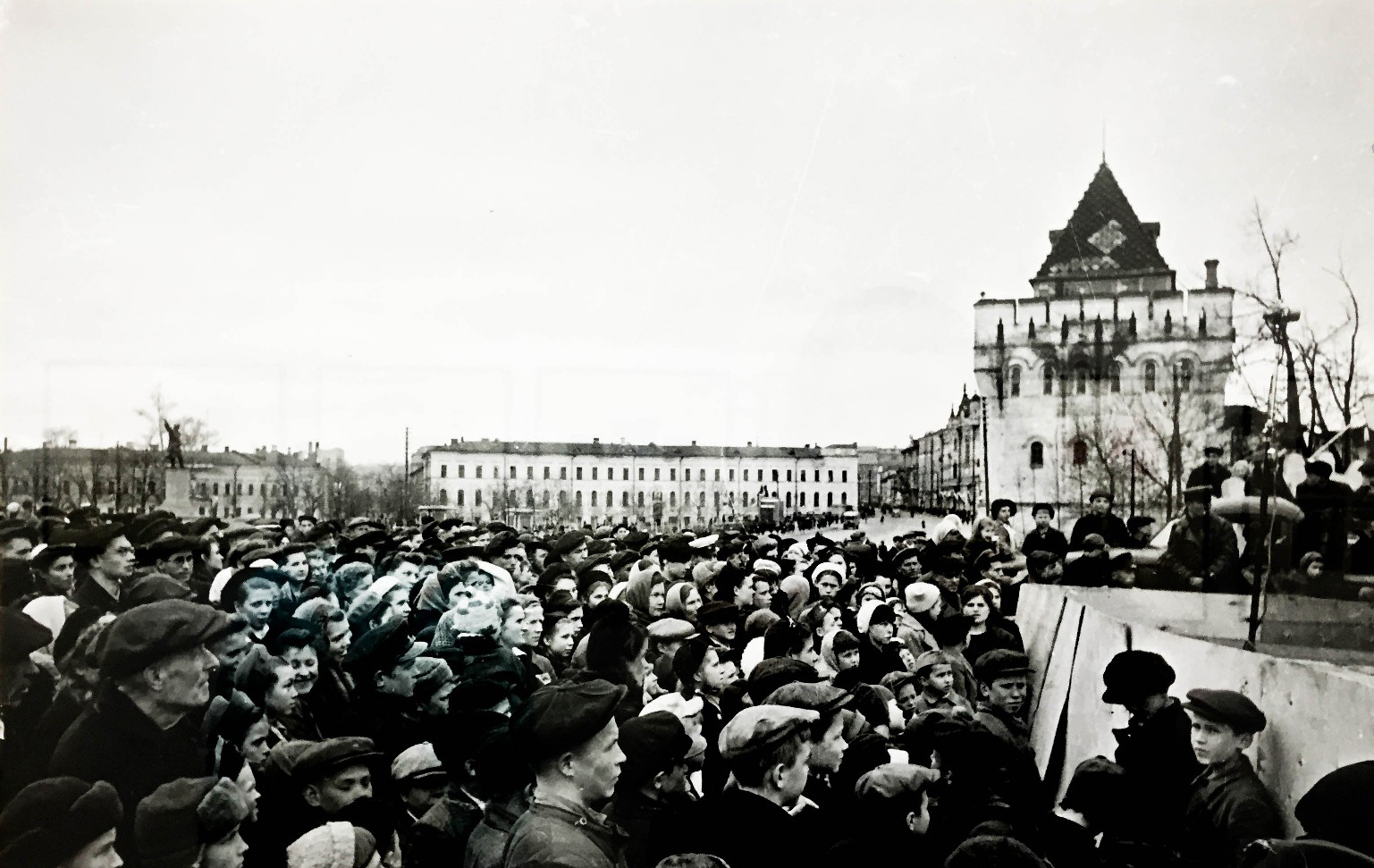
Les citoyens écoutent l'annonce de la capitulation de l'Allemagne à la fin de la Seconde Guerre mondiale
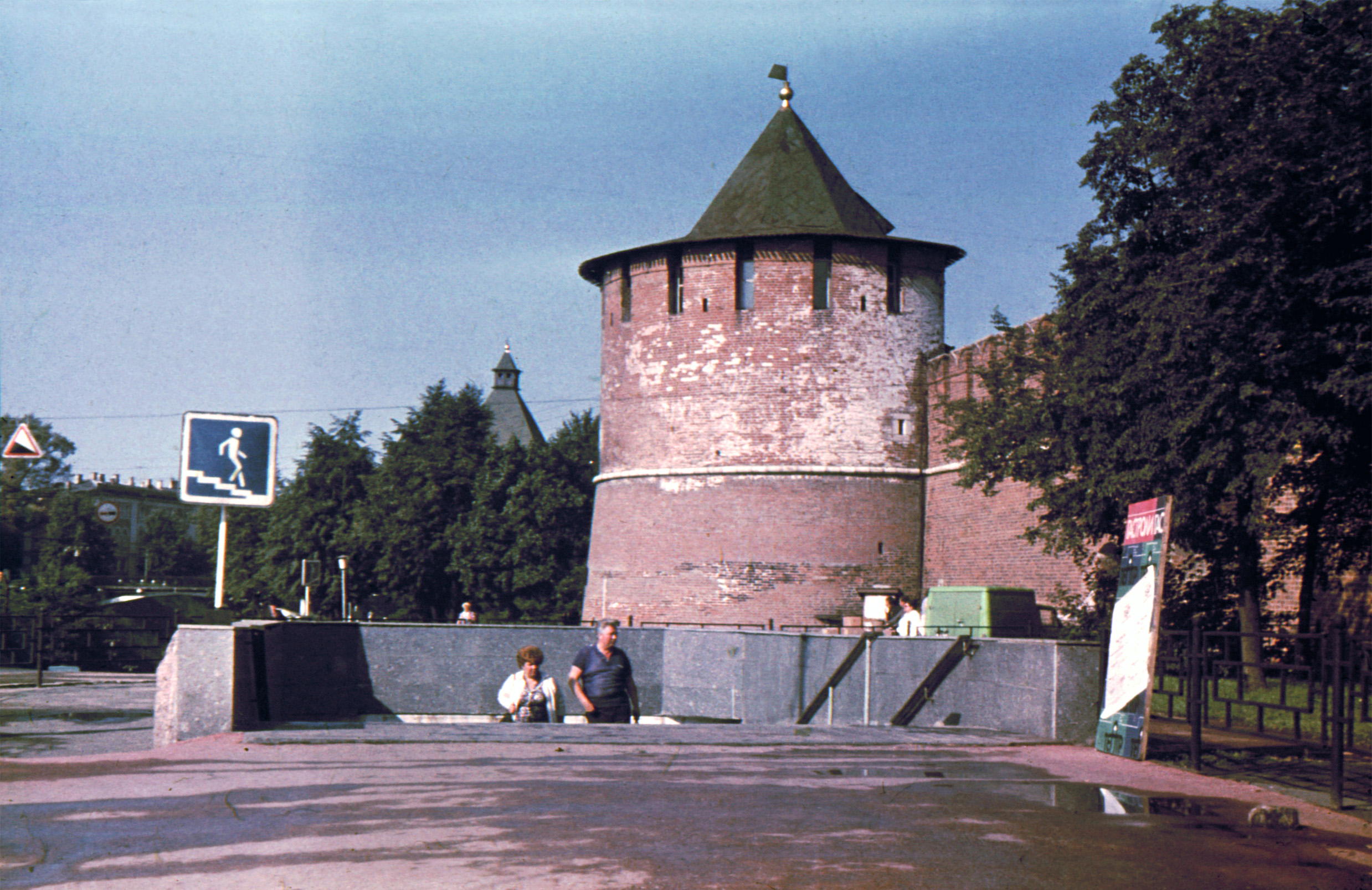
La tour de la cuisine du Kremlin
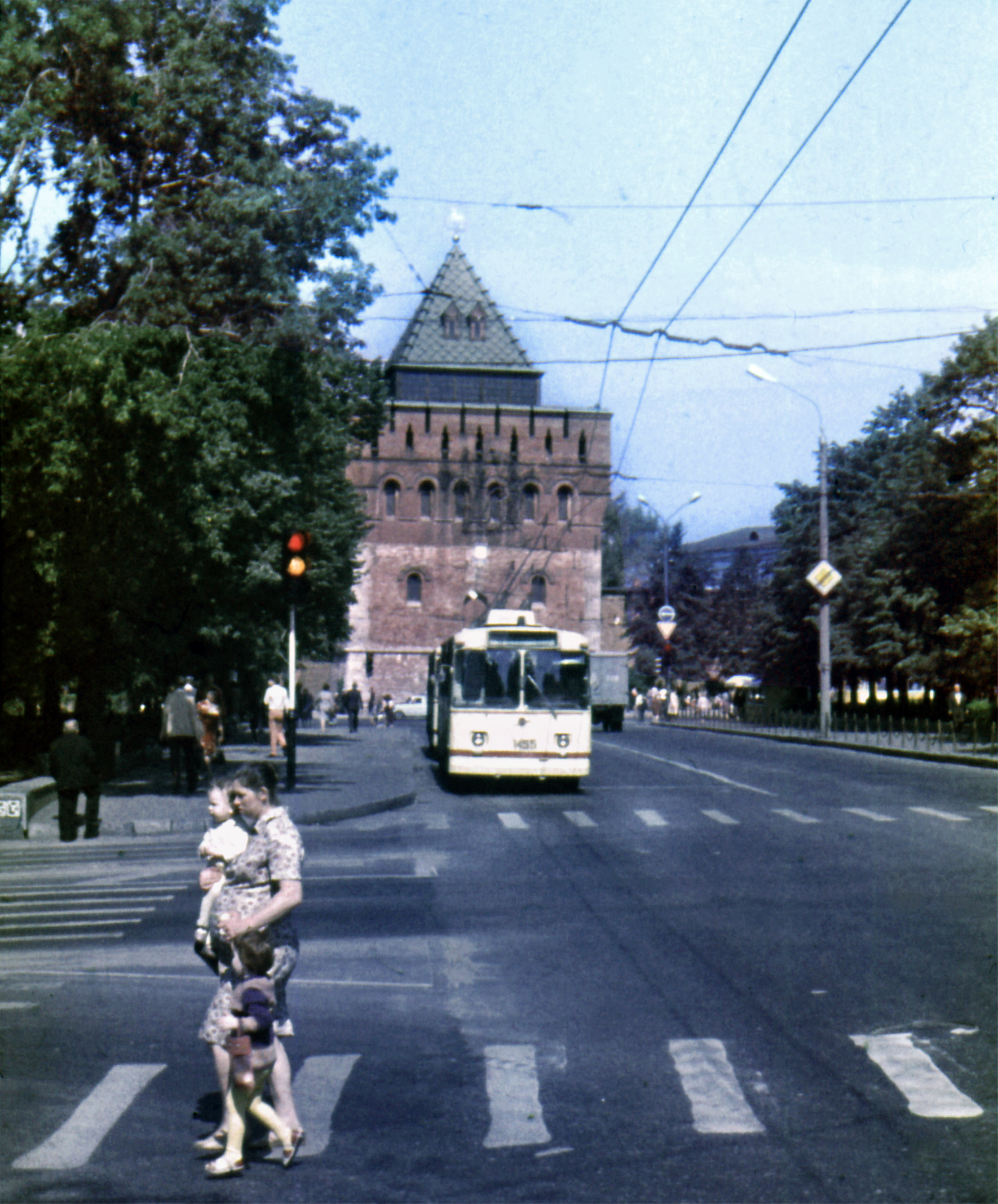
La tour Dmitrovskaïa du Kremlin

### Temps présent

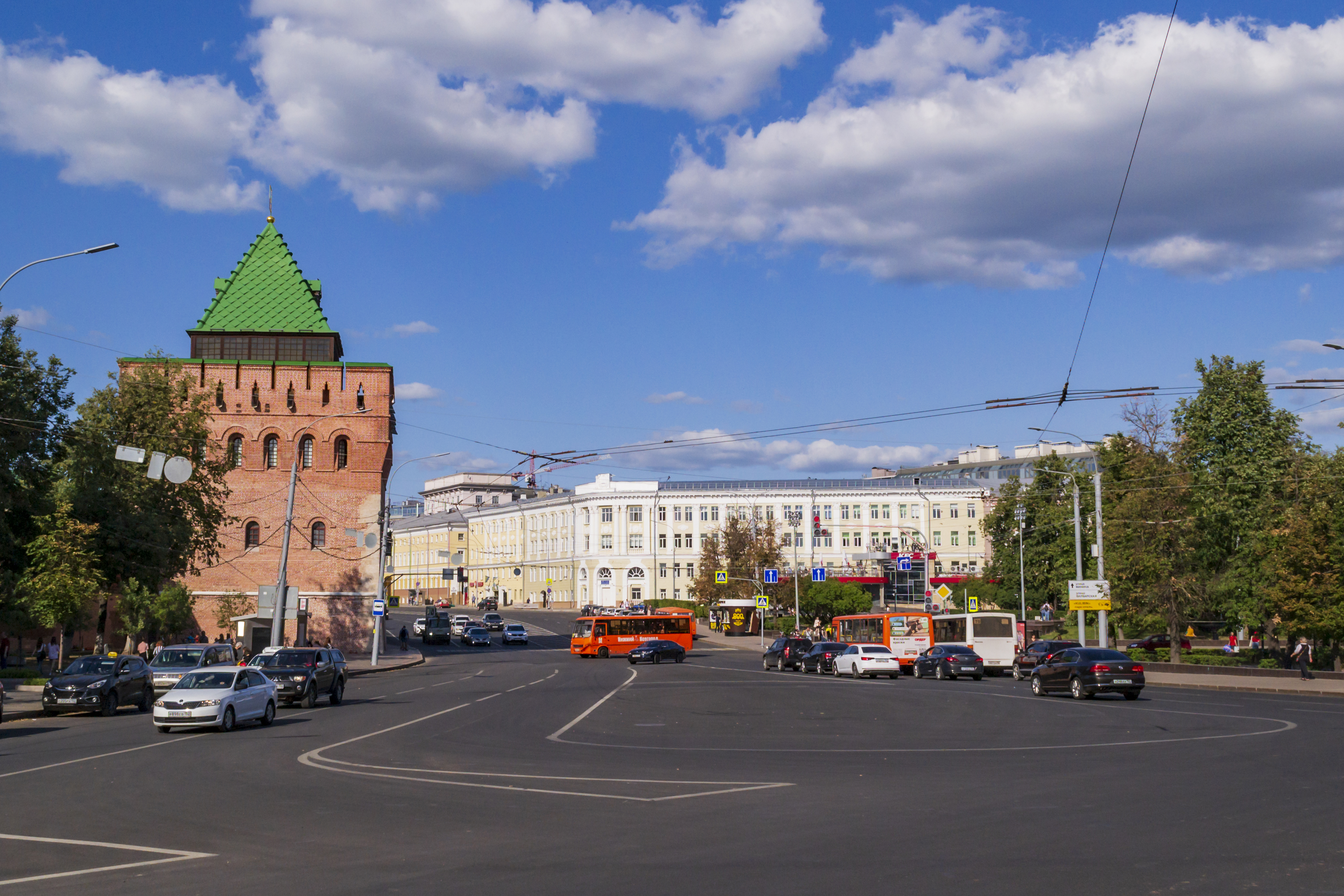
La vue actuelle de la place

Après la dislocation de l'URSS, au début des années 1990, des stands et des tentes commerciales ont commencé à être installés sur la place. Cependant, au début des années 2000, une initiative a été lancée dans la ville pour éliminer ces petits points de vente au détail dans les places centrales et les rues.
Au début de 2009, l'administration de la ville et la région ont examiné les projets de reconstruction de la place de Minine et Pojarski proposés par les investisseurs.
Les projets prévoyaient la construction d'un centre commercial et de divertissement souterrain.
Il a également été proposé de restaurer la cathédrale de l'Annonciation et l'église Saint-Alexis.
La modification de la forme habituelle du carré a été considérée comme inacceptable.
Le conseil municipal de planification (sous la responsabilité du gouverneur) a approuvé l'un des projets, en dépit de la nécessité de nombreuses années de travaux préliminaires d'archéologues, ainsi que le risque de détérioration de la situation des transports en raison de l'émergence d'un nouveau centre d'attraction.

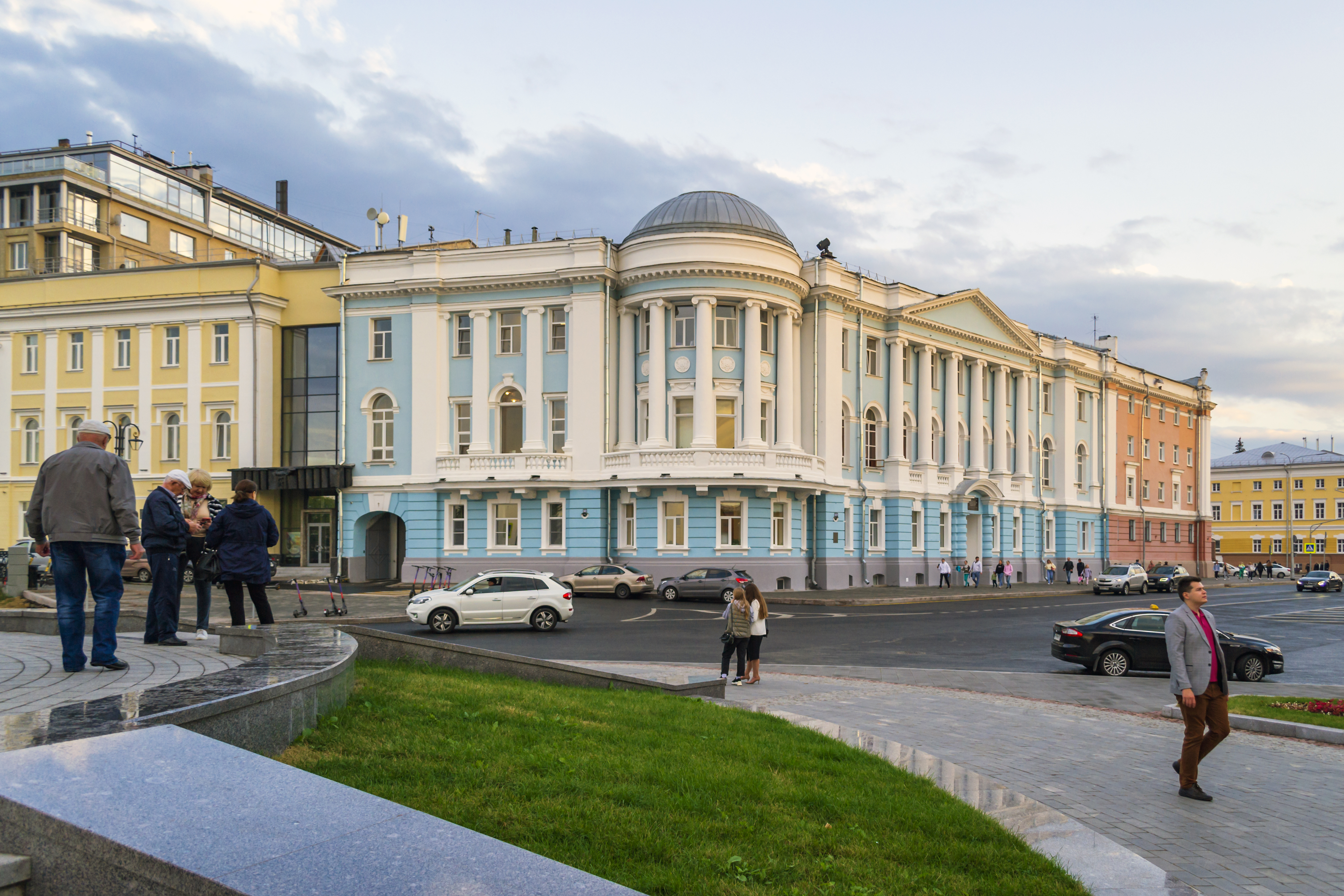
L'université médicale
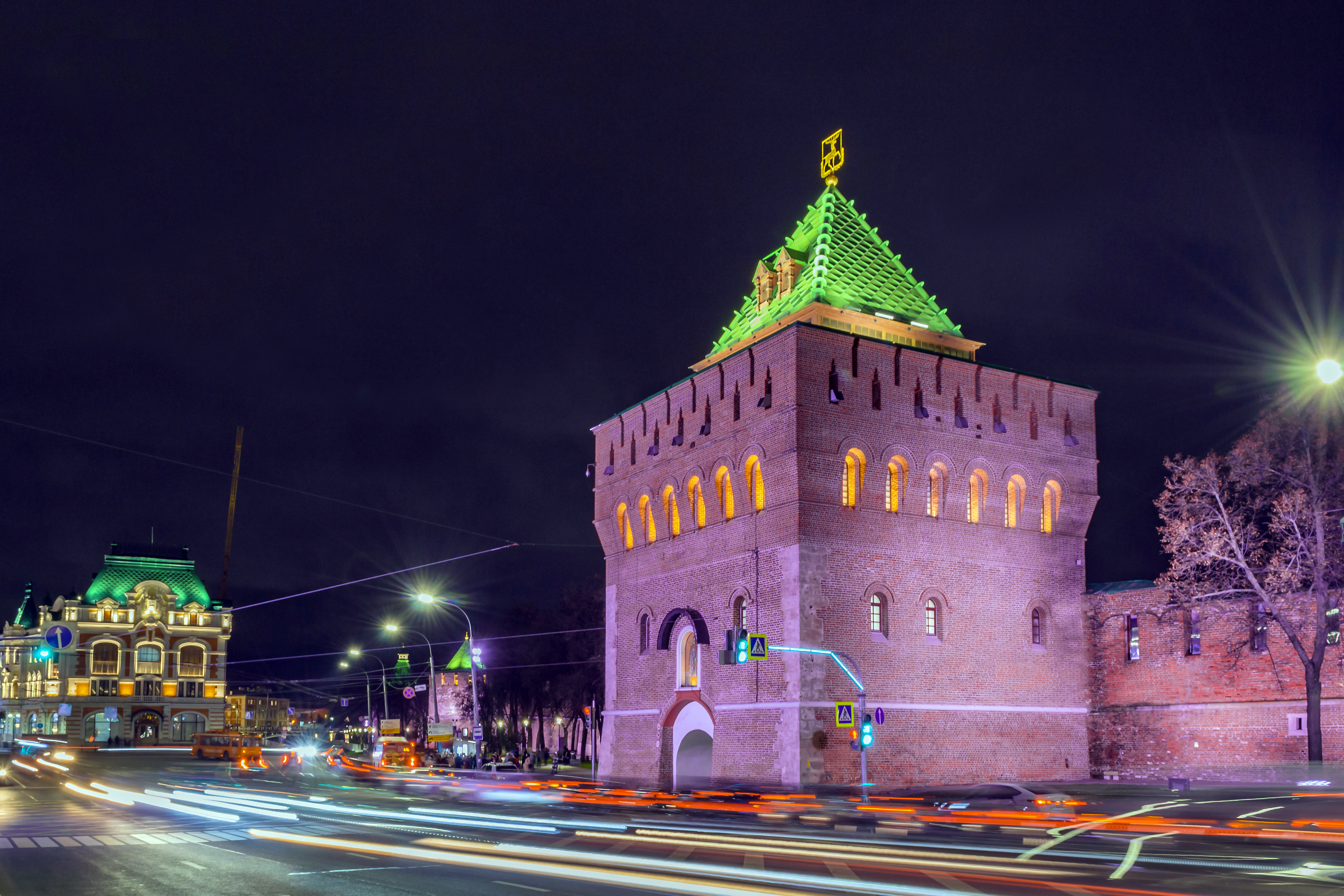
La tour Dmitrovskaïa du Kremlin
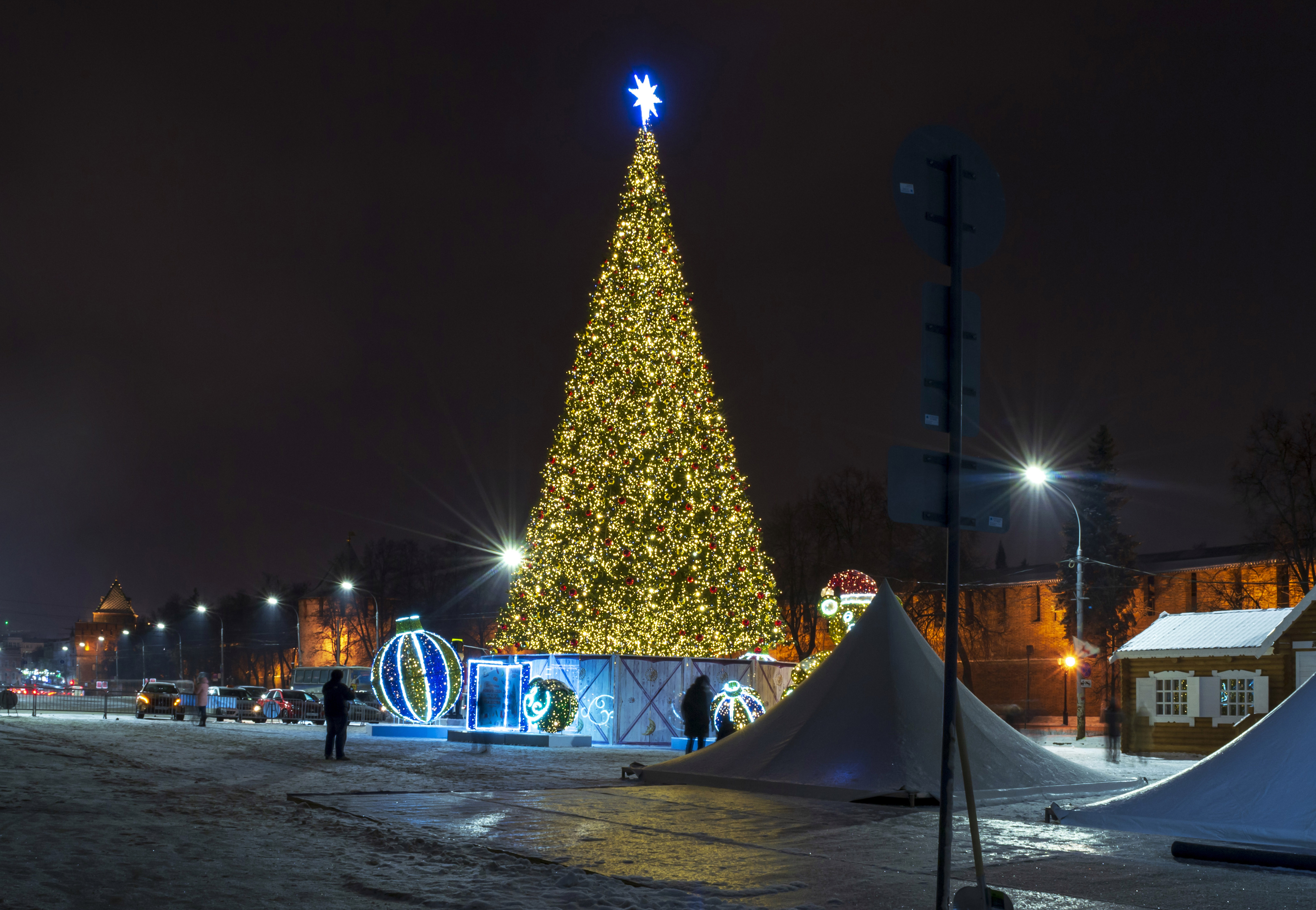
Sapin de Noël sur la place
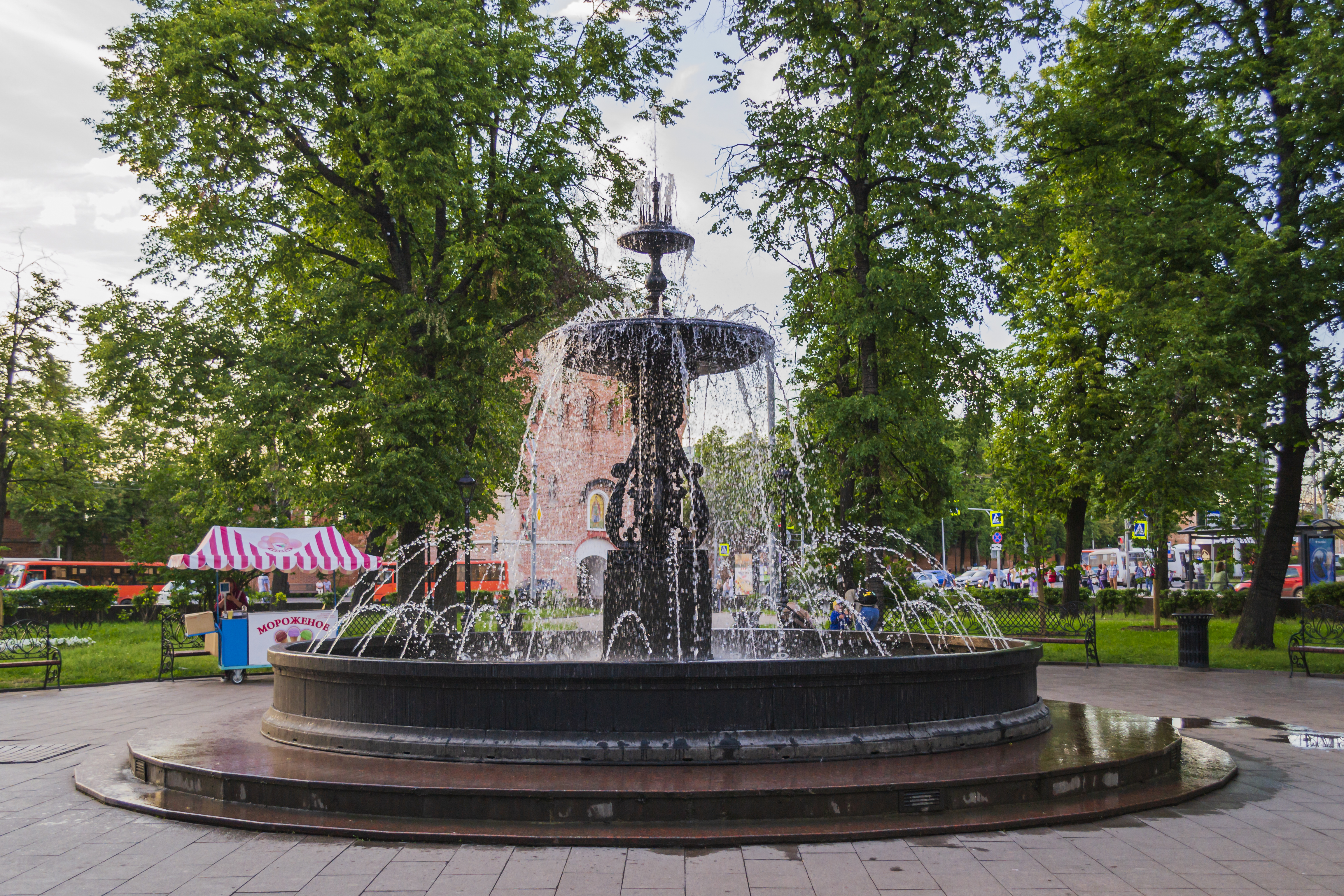
La première fontaine de la ville

## Bâtiments remarquables et lieux de mémoire
Autour de la place se trouvent les bâtiments et les structures suivants (dans le sens inverse des aiguilles d'une montre): le Kremlin, le Palais du travail (ancienne douma municipale, aujourd'hui le tribunal de l'oblast), construit sur les fonds du marchand Nikolaï Bougrov à la fin du XIXe siècle, la salle d'exposition, le complexe commercial « Alexeïevski rïad », le premier bâtiment de l'université de Minine, le bâtiment de l'université d'État et Le collège du chœur, le gymnase n° 1, le deuxième bâtiment de l'université de Minine, les bâtiments historiques de la rue Minine, le premier édifice de l'université médicale.

### Le monument de Minine

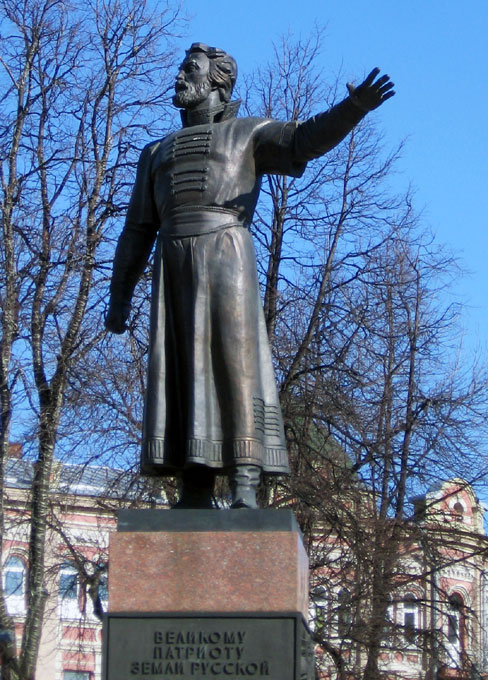
Statue de Minine

Situé au centre de la place en face de la tour Dmitrovskaïa.

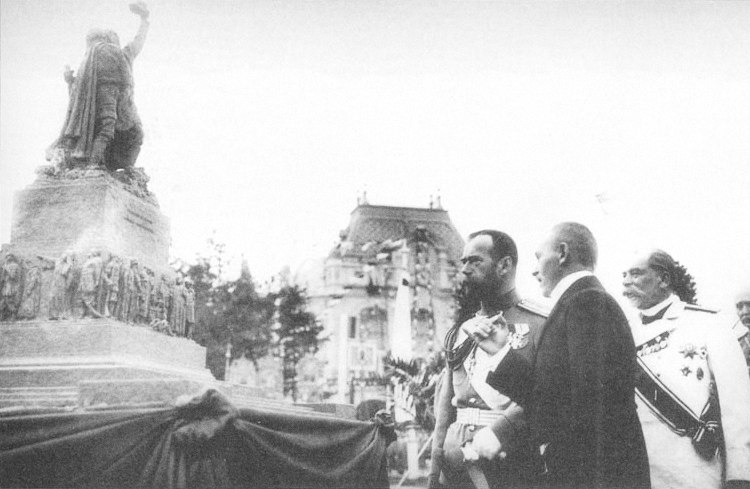
Nicolas II à la cérémonie d'inauguration du premier monument de Minine et Pojarski sur la place de l'Annonciation.

L'idée d'ériger un monument à Kouzma Minine et au prince Pojarski sur la place l'Annonciation était proche de la réalisation au début du XXe siècle. En 1912, le concours a été remporté par un croquis du monument du sculpteur Vladimir Simonov qui a reçu le droit d'ériger une statue. La construction de ce monument commence le 17 mai 1913, et la cérémonie d'inauguration a lieu en présence de l'empereur Nicolas II, qui visitait la ville dans le cadre de la célébration du tricentenaire de la Maison Romanov. Mais la Première Guerre mondiale a empêché l'installation du monument, et en 1918 les bolcheviks ont décidé de détruire le monument érigé. Le piédestal de granit a été utilisé à d'autres fins, le sort de la sculpture en bronze est demeuré inconnu.
Pendant la Seconde Guerre mondiale, la municipalité de Gorki a décidé de rappeler l'histoire pré-soviétique afin d'élever l'esprit patriotique du peuple. De nombreux sculpteurs ont participé à un nouveau concours pour la statue de Minine, mais le sculpteur Alexandre Kolobov, qui avait son propre atelier, a déjà commencé à travailler sur le monument avant les autres, tandis que le reste des artistes en était encore au stade des croquis. En conséquence, le monument de Minine a été réalisé en quelques mois. Il a été inauguré le 7 novembre 1943 et la place a été rebaptisée en l'honneur de Minine et Pojarski.
La statue de Minine était faite d'un matériau de courte durée - le béton. Il était peint en bronze. Au cours de l'été 1985, le monument qui était fortement dégradé a été démantelé et envoyé à Balakhna, la patrie du héros, pour être réparé. Le 1er juin 1989, un nouveau monument a été érigé par le sculpteur Oleg Komov. Le vieux monument a été installé cette même année sur la place Soviétique de Balakhna.

### Le monument de Tchkalov

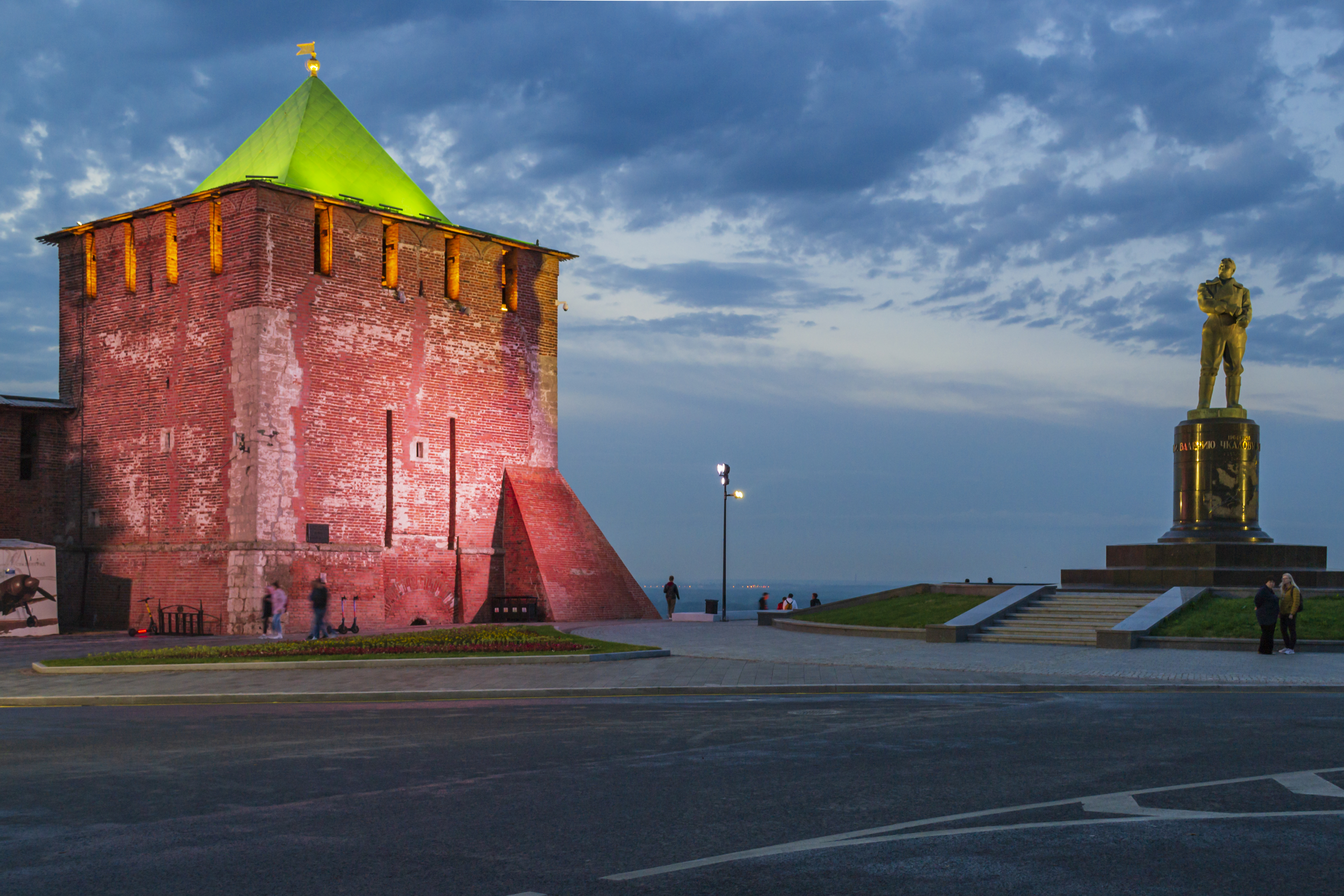
Le monument de Tchkalov et la tour Saint-Georges du kremlin

Le monument au pilote légendaire a été inauguré le 15 décembre 1940, pour le deuxième anniversaire de sa mort. L'auteur de la sculpture était un ami de Tchkalov - Isaak Mendelevi. Il a reçu le prix Staline pour ce travail.
Sur les contours de la surface du piédestal, l'artiste a représenté la carte de l'hémisphère Nord avec les itinéraires de l'équipe Tchkalov-Baidoukov-Beliakov jusqu'en Extrême-Orient, en passant par le Pôle Nord jusqu'en Amérique. Le piédestal lui-même est bordé de labradorite.
Sur le piédestal, l'on a inscrit la date de naissance et de mort pilote et la dédicace «À Valeri Tchkalov au grand pilote de notre époque». En dessous de ces mots, au-dessus de la carte des vols, il y a des trous de fixations - il y avait en effet autrefois une inscription « au guide Staline », enlevé pendant la déstalinisation et la lutte contre le culte de la personnalité.

### Le Bâtiment du conseil municipal

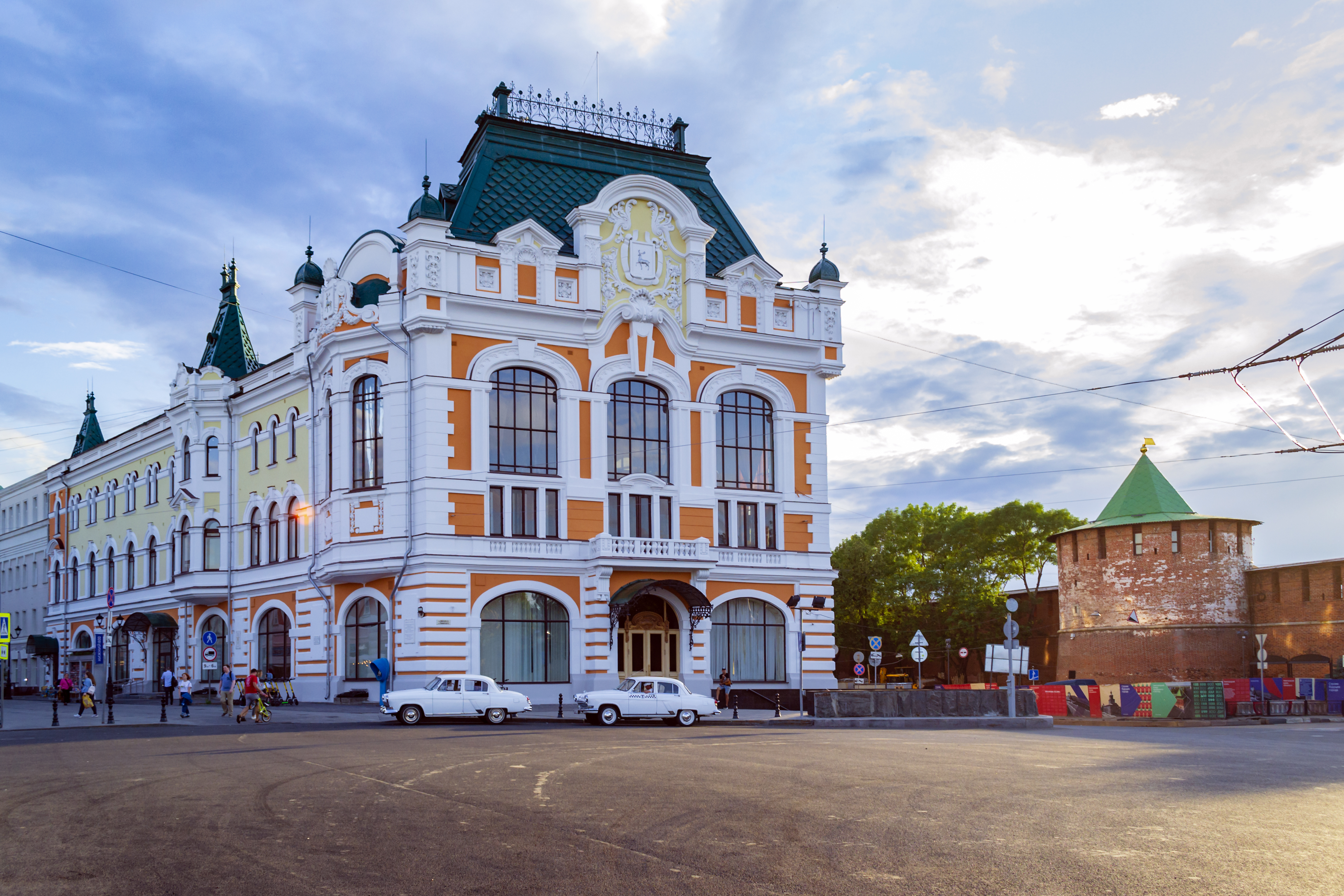
Le bâtiment du conseil municipal

Il est situé au tout début de la rue Bolchaïa Pokrovskaïa. L'Association du barreau et le tribunal régional disposent aujourd'hui de ce bâtiment. À l'origine, il y avait la maison du marchand Bougrov qui a fait construire la douma (assemblée) municipale à son emplacement, devenue après la Révolution le Palais du Travail. 
Avant la construction de la maison en pierre de Bougrov, il y avait la maison en bois des industriels Kordyoukov. En 1851, elle a été achetée par le fondateur de l'entreprise Bougrov, Pierre Bougrov. En 1852-1854, il a fait construire une maison en pierre de deux étages sur ce site. Le rez-de-chaussée était occupé par des magasins de commerce, le premier étage était dévolu aux spectacles du théâtre de la ville qui venait de disparaître dans un incendie.
Le fils de Pierre Bougrov, Alexandre, a évincé la troupe de théâtre de son immeuble. En 1862, le maréchal de la noblesse de la province de Nijni Novgorod, A. Tourtchaninov, a acheté le bâtiment, mais après sa mort en 1863, l'édifice a de nouveau abrité le théâtre. En 1894, à la veille de l'exposition panrusse, la douma de la ville projetait de réparer le bâtiment du théâtre, qui avait souffert de plusieurs incendies. Mais le président de la douma de la ville, Nikolaï Bougrov (fils d'Alexandre) ne voulait pas voir ce théâtre dans la maison construite par son grand-père. Il offrit donc 200 000 roubles pour construire un nouveau théâtre sur la rue Bolchaïa Pokrovskaïa, aujourd'hui le théâtre dramatique de Nijni Novgorod. La douma a voulu donner le rez-de-chaussée à des commerces et le premier étage à la bibliothèque municipale, mais en 1898 un incendie a complètement détruit l'immeuble.
En 1899, l'architecte Vladimir Zeidler érige un nouvel édifice recouvert en 1902 d'une toiture en fer. Dans les années 1903-1904, l'intérieur est décoré avec grand raffinement. À l'intérieur de la salle de réunion, on a utilisé les éléments du décor du pavillon impérial de l'Exposition russe de 1896. Les façades du bâtiment sont décorées dans le style néo-russe, avec des éléments Art nouveau.
Nikolaï Bougrov a fourni plus de 70 % de toutes les dépenses pour la construction de ce nouvel édifice. En guise de reconnaissance, le palais de la douma municipale a ajouté la mention de « maison érigée par la bienfaisance de Nikolaï Bougrov», et le 18 avril 1904, la douma de la ville a décidé de marquer le palais avec une plaque commémorative, mais elle n'est apparue qu'en 1997, année du 160e anniversaire de Nikolaï Bougrov.
Au cours de la révolution de Février, le palais été occupé par le Conseil provisoire des députés ouvriers, de la fin de 1917 à septembre 1918 - le gouvernement des soviets de Nijni Novgorod, puis par le soviet des députés ouvriers de Nijni Novgorod et des députés de l'Armée rouge. De la fin de 1919 jusqu'à maintenant, la maison appartient aux corps syndicaux, ce pourquoi la maison a été nommée « palais du Travail ». Elle abrite désormais le tribunal de l'oblast de Nijni Novgorod.